# Antarchaea formosalis
Antarchaea formosalis är en fjärilsart som beskrevs av Walker 1865. Antarchaea formosalis ingår i släktet Antarchaea och familjen nattflyn. Inga underarter finns listade i Catalogue of Life.